# Dominion Beach Provincial Park
Dominion Beach Provincial Park är en park i Kanada.   Den ligger i provinsen Nova Scotia, i den östra delen av landet, 1 200 km öster om huvudstaden Ottawa.
Terrängen runt Dominion Beach Provincial Park är platt. Havet är nära Dominion Beach Provincial Park åt nordost. Runt Dominion Beach Provincial Park är det ganska glesbefolkat, med 34 invånare per kvadratkilometer.. Närmaste större samhälle är Sydney, 14,5 km sydväst om Dominion Beach Provincial Park. 
Omgivningarna runt Dominion Beach Provincial Park är en mosaik av jordbruksmark och naturlig växtlighet.